# MediathekView
MediathekView ist ein Programm, das die Online-Mediatheken verschiedener öffentlich-rechtlicher TV-Sender durchsuchen und die vorhandenen Sendungen auflisten kann.

## Geschichte
Im Oktober 2016 gab der Entwickler bekannt, dass er die Pflege des Programms zum Jahresende einstellen und sich fortan die Community darum kümmern werde. Innerhalb von drei Wochen bildete sich ein Team dafür.

## Funktionsumfang
Die auf Java basierende Software kann Mediatheken durchsuchen und Filme speichern. Die Sendungsliste kann mit unterschiedlichen Filtern nach bestimmten Sendungen oder Stichworten durchsucht werden. Die Filme können über ein beliebiges externes Programm angesehen und aufgezeichnet werden. Es können Abos angelegt und neue Beiträge automatisch heruntergeladen werden.

## Sender
Unterstützt werden die Mediatheken von Das Erste, ZDF, Arte, 3sat, SWR, BR, MDR, NDR, WDR, hr, rbb, SR, Radio Bremen TV, Phoenix, ONE, KiKA, ZDFtivi, DW, Funk, ORF und SRF, ARD alpha, Tagesschau 24, ZDF info, ZDF neo, ZDFtivi.

## Serverseitige Lösungen
MediathekViewWeb ist eine alternative Oberfläche, die in jedem Webbrowser funktioniert und die Verwendung von Java überflüssig macht. Sie benutzt die von MediathekView erstellten Listen. MediathekViewWeb verzichtet zudem auf ein Herunterladen von Filmlisten auf den lokalen Client und führt die Suche nach Sendungen serverseitig aus. Ein lokales Videoabspielprogramm wird nicht mehr benötigt, weil die Videos direkt auf der Website betrachtet werden können.
Seit Februar 2017 sind MediathekViewWeb und dessen Entwickler Teil der MediathekView-Organisation.